# Санта-Катарина
Са́нта-Катари́на (порт. Santa Catarina) — штат на юге Бразилии. Административный центр — город Флорианополис. Граничит со штатами Риу-Гранди-ду-Сул на юге и Парана на севере, а также с Аргентиной на западе; восток штата омывается Атлантическим океаном.
Санта-Катарина — самый «европейский» штат Бразилии. Большая часть населения является потомками португальских, немецких и итальянских иммигрантов.

## География
Климат в штате умеренный. В центральной части произрастают тропические леса, где преобладает араукария. На атлантическом побережье штата расположено множество пляжей, островов, заливов, бухт и лагун.
Крупнейшей рекой атлантического побережья штата является Итажаи.
Высшая точка штата — гора Мору-да-Боа-Виста (1827 м).

## История
Первым европейским поселением на территории современного штата было испанское поселение на острове Санта-Катарина, основанное в 1542 году. В 1675 году контроль над территорией установили португальцы.
Во время войны Фаррапус в 1839 году Санта-Катарина была захвачена и четыре месяца удерживалась повстанческой армией, которые провозгласили на территории провинции Республику Жулиана.
В начале XIX века в Санта-Катарину хлынул мощный поток европейских иммигрантов, в особенности из Германии. Первая немецкая деревня в Санта-Катарине была основана в 1829 году. За ними последовали иммигранты из Италии, Польши, России и других стран Европы. С появлением немецких переселенцев началось особое процветание Санта-Катарины. До сих пор во многих городах штата заметно влияние немецкой культуры и языка.

## Демография
Согласно сведениям, собранным в ходе переписи 2010 г. Национальным институтом географии и статистики (IBGE), население штата составляет:
| Полное население                       | Полное население                       | Полное население                       | Полное население                       | 6 248 436 |
| -------------------------------------- | -------------------------------------- | -------------------------------------- | -------------------------------------- | --------- |
| в том числе:                           | Городское население                    | 5 247 913                              | Процент городского населения, %        | 83,99     |
|                                        | Сельское население                     | 1 000 523                              | Процент сельского населения, %         | 16,01     |
|                                        | Мужское население                      | 3 100 360                              | Процент мужского населения, %          | 49,62     |
|                                        | Женское население                      | 3 148 076                              | Процент женского населения, %          | 50,38     |
| Плотность населения, чел/км²           | Плотность населения, чел/км²           | Плотность населения, чел/км²           | Плотность населения, чел/км²           | 65,27     |
| Население штата в % к населению страны | Население штата в % к населению страны | Население штата в % к населению страны | Население штата в % к населению страны | 3,28      |

## Административное устройство
Административно штат разделён на 6 мезорегионов и 20 микрорегионов. В штате — 295 муниципалитетов.

## Экономика
Санта-Катарина относится к числу наиболее динамично развивающихся штатов Бразилии. В экономике штата преобладают отрасли сельского хозяйства, промышленности и быстро растущая сфера услуг.
Санта-Катарина является родиной корпорации WEG — крупнейшего производителя электродвигателей на американском континенте и одного из крупнейших в мире. Штаб-квартира и основное производство находится в г. Жарагуа-ду-Сул. Компания наиболее известна как производитель электродвигателей, но производит широкий спектр энергетического оборудования и средств автоматизации.
Санта-Катарина — основной угледобывающий центр страны. Ежегодная добыча угля составляет около 5 млн тонн.
Почва в штате плодородная и способна производить как тропические растения, так и европейские, поэтому в Санта-Катарине выращивают зерновые, маниок, фасоль, табак и виноград.
Богатые залежи белой фарфоровой глины обеспечивают производство керамической плитки, которая считается одной из лучших в мире и поставляется в 60 стран.
Кроме того, в штате развито мясное животноводство, производятся лесозаготовки, сбор парагвайского чая, добывается свинец, изготавливаются запчасти для автомобилей, холодильники и пластиковые трубы. Именно в Санта-Катарине находится город Сан-Бенту-ду-Сул, широко известный своей мебельной продукцией.

## Туризм
Расположение штата у Атлантического океана обусловило популярность Санта-Катарины как туристического направления. Санта-Катарина — одно из самых популярных в стране мест для наблюдения за китами в период размножения.